# Gunter d'Alquen
Gunther d'Alquen, né le 24 octobre 1910 à Essen et mort le 15 mai 1998 à Rheydt, est un membre du parti nazi, rédacteur en chef de l'hebdomadaire de la SS Das Schwarze Korps et chef du SS-Standarte Kurt Eggers (en), organisme chargé de la communication de la SS.

## Biographie
Son père est un homme d'affaires catholique et officier de réserve, ancien combattant de la Première Guerre mondiale. Gunter rejoint la jeunesse hitlérienne en 1925 et rejoint la NSDAP en 1926.
Il rejoint la SS le 10 avril 1931. Il étudie le journalisme à l'Université. En 1932, il rejoint le service de Heinrich Himmler.  
Il devient rédacteur en chef de l'hebdomadaire Das Schwarze Korps (« Le Corps Noir »), le journal officiel de la Schutzstaffel (SS), et commandant de la SS-Standarte Kurt Eggers, en l'honneur de Kurt Eggers (de), correspondant SS de guerre et rédacteur en chef du Magazine Das Schwarze Korps, tué en 1943.
En 1955, il est jugé et reçoit une amende de 60 000 Deutsche Mark.